# 田中瞳 (アナウンサー)
田中 瞳（たなか ひとみ、1996年9月16日 - ）は、テレビ東京のアナウンサー。愛称は、ひとみん。

## 来歴
東京都板橋区出身。成城大学2年時に『ミス成城大学2016』に出場し準グランプリに選出される。その後はセント・フォースの関連会社であるスプラウトに所属し、2017年4月から2018年3月まで『NEWS ZERO』（日本テレビ系）の気象コーナーを担当。
2019年4月、テレビ東京に入社。同期入社は池谷実悠、森香澄。同年6月26日放送の『テレ東音楽祭2019』におけるネット同時配信にて同期とともにリポーターとしてデビュー。同年7月9日放送の『ニュースモーニングサテライト』にて正式にアナウンサーとしてデビューした。同年8月4日より『モヤモヤさまぁ〜ず2』の4代目アシスタントに就任。同年12月からは、鷲見玲奈の後任として、東京地下鉄や京王電鉄の電車内モニタービジョンにて日本経済新聞社提供による情報サービス『日経電車版』のナビゲーターを務めている。
2024年11月9日放送の『モヤモヤさまぁ〜ず2』にて結婚していたことを公表。
2025年4月期の改編で、『ワールドビジネスサテライト』の月・金曜メインキャスターに就任。同年6月28日放送の『モヤモヤさまぁ〜ず2』にて、同番組のアシスタントを勇退した。

## 人物・エピソード
- 0歳の時に父親が事故で亡くなった。2歳上の兄がいる[15]。
- 趣味は散歩、フィルムカメラ、塊根植物[4]。特技はクラシックバレエ[16]。料理は「全くしない」という。水泳は3歳から習っており、バタフライが好き[6]。
- 中学時代にクラリネット、高校時代には少しギターをたしなんだ[17]。
- 高校生の時に焼肉店で初のアルバイトを経験。それ以降も様々なアルバイトで苦労したことが、良い経験になったという[18]。
- 学生時代は、川田裕美（読売テレビ出身のフリーアナウンサー）のようなキャスターを目標にしていた。
- テレビ東京入社当時からバラエティと報道どちらの活動も希望していた。2019年8月より『モヤさま』、2020年4月より『WBS』へレギュラー出演している。二つの番組に共通するのが「初対面の人と話す」ことであり、ここでの経験は、もう一つの番組で生かされているという[6]。
- 2024年10月27日、自局の選挙特番「集まれ！総選挙ライブ」 への出演時、自身の紹介として「休日は日本酒におぼれ、iPhoneはダムに水没」 [12]というテロップが表示された。これはアンケートをもとにスタッフが作成したものであり、あらかじめ「人生で一番のハプニングは何ですか？」という設問に対し、 手帳型ケースに入ったスマホが社員証とともに沈んでしまった旨を記入したものが、番組内で採用されている[19]。

## 出演番組

### テレビ東京アナウンサー時代
太字は担当中

#### レギュラー出演
- モヤモヤさまぁ〜ず2（2019年8月4日 - 2025年6月28日、4代目アシスタント）
- WBS（2019年12月18日 - ）[注 1][20]
  - 2019年12月18日 - 2020年12月：トレたまキャスター
  - 2021年1月 - 3月26日：月・金曜フィールドキャスター
  - 2021年3月29日 - 2025年3月28日：月・火・金曜フィールドキャスター
  - 2025年4月1日 - ：月・金曜メインキャスター
- TXN NEWS（キャスター）
- BSニュース 日経プラス10（サブキャスター）
- 7スタライブ（2020年1月10日 - 12月25日、メインキャスター）[21]
- よじごじDays（2020年3月31日 - 12月25日、メインパーソナリティー【火・金曜日】）[21]
- 日経スペシャル 60秒で学べるNews（2022年10月19日 - 2024年3月6日）

#### テレビドラマ
- 死役所 第2話（2019年10月24日〈23日深夜〉） - テレビのニュースの声
- 浦安鉄筋家族 最終話（2020年9月26日〈25日深夜〉） - アナウンサー 役
- 共演NG 第5話（2020年11月30日） - アナウンサー 役

### 学生時代
- NEWS ZERO（日本テレビ、2017年4月3日 - 2018年3月29日、月 - 木曜のお天気コーナーを担当）

## メディア活動
- ビッグコミックスピリッツ（2017年51号、巻頭グラビア）[22]
- 日経エンタテインメント! （2019年11月号）- 「データで探る次の主役 次世代ヒロインを探せ! 」
- 日経電車版（日本経済新聞社、2019年12月 - ）[11]

## 書籍
- フォト & エッセイ『瞳のまにまに』講談社、2024年11月20日　ISBN 978-4065376232